# Natalie Saville
Pour les articles homonymes, voir Saville.
Natalie Saville, née le 7 septembre 1978 à Sydney, est une athlète australienne, spécialiste de la marche.
Sa sœur, Jane Saville, pratique également la marche athlétique.

## Palmarès

### Jeux olympiques d'été
- Jeux olympiques d'été de 2004 à Athènes
  - 36e sur 20 km marche

### Jeux du Commonwealth
- Jeux du Commonwealth de 2002 à Melbourne
  - 4e sur 20 km marche
- Jeux du Commonwealth de 2006 à Melbourne
  -  Médaille d'argent sur 20 km marche